# شاك نيوز
شاك نيوز (بالإنجليزية: Shacknews) هو موقع ويب يقدم الأخبار والميزات والمحتوى التحريري والمنتديات المتعلقة بألعاب الكمبيوتر وألعاب مشغل ألعاب الفيديو. وهي مملوكة حاليًا لشبكة محتوى غيمر هاب. قام المالكون السابقون، ستيف جيبسون ومارتن غولدشتاين، ببيع الموقع لشركة غيم فلاي بعد تقديم صحافة ألعاب مستقلة لأكثر من عقد من الزمان. اشترت شبكة محتوى غيمر هاب الموقع في يناير 2014.